# Чехова Анфіса Олександрівна
Анфі́са Олекса́ндрівна Че́хова, ім'я при народженні Олекса́ндра Олекса́ндрівна Корчуно́ва (нар. 21 грудня 1977, Москва, СРСР) — російська телеведуча, співачка та акторка. Вела телевізійне еротичне шоу «Секс з Анфісою Чеховою» на каналі ТНТ.

## Біографія
Народилася 21 грудня 1977 року в Москві.
У дитинстві мріяла стати акторкою, через що після закінчення школи вступила в ГІТІС. Однак навчання Анфісі закінчити так і не вдалося:
… Під час навчання я вирішила пройти один музичний конкурс, а театральні викладачі не люблять, коли їхні учні починають розмінюватися, на їхню думку, на нікчемну естраду, ну, мене і відрахували …
Згодом почала музичну кар'єру, виступаючи в групі «Божевільні світлячки». Потім вона отримала пропозицію від телеканалу «Муз-ТВ» стати телеведучою однієї з розважальних програм, і скористалася ним. Трохи пізніше отримала пропозицію працювати на телеканалі ТВ-6. Потім вона була ведучою програми «Шоу-бізнес» на СТС і з 2005 по 2009 роки програми «Секс з Анфісою Чеховою» на ТНТ. З 2010 по 2011 в ролі ведучої працювала в новому проєкті телеканалу ДТВ — «На добраніч, мужики!».
11 вересня 2009 акторка дебютувала на театральній сцені — у постановці Андрія Носкова «Одного разу зоряної вночі» (вистава про кохання, з жартами, піснями і танцями). Актори періодично виїжджають на гастролі — навесні 2010 року гастролі проходили на Уралі (Єкатеринбург, Первоуральськ).

## Творчість

### Фільмографія
- 2006 — Щасливі разом (серіал; камео)
- 2008 — Калейдоскоп — медсестра
- 2008 — ССД: Страшилки радянського дитинства — Аліса Тен
- 2008 — Гітлер капут! — телеведуча
- 2008 — Моя улюблена відьма (серіал) — сусідка Лі Бідова
- 2008 — Універ (серіал) — разова поява, камео
- 2010 — Обручка (серіал) — 5 серій, камео

### Театральні ролі
- 2009 — «Одного разу зоряної вночі» -?
- 2009 — "8 жінок " -?

### Озвучування
- 2008 — «Астерікс на Олімпійських іграх» — мадам Ветеранікс